# Sveriges regeringer
Sveriges regering er den højeste udøvende myndighed i Sverige.
Den officielle betegnelse er Konungariket Sveriges regering.
Oversigt over Sveriges regeringer omfatter indledningsvist perioden fra 1809 til 1876, hvor kongen opretholdt en position som både stats- og regeringschef indtil ændringer i 1876 indførte et embede som statsminister, der erstattede kongens funktion som regeringsleder.
I oversigten over Sveriges regeringer efter 1876 er de enkelte regeringer navngivet efter statsministeren.
| Sveriges regeringer 1809-1876 (med kongen som regeringschef) | Sveriges regeringer 1809-1876 (med kongen som regeringschef) | Sveriges regeringer 1809-1876 (med kongen som regeringschef) | Sveriges regeringer 1809-1876 (med kongen som regeringschef) | Sveriges regeringer 1809-1876 (med kongen som regeringschef)  |
| Regeringsnavn                                                | Justitsstatsminister | Tiltrådt                                                     | Fratrådt                                                     | Bemærkninger                                                  |
| ------------------------------------------------------------ | --- | ------------------------------------------------------------ | ------------------------------------------------------------ | ------------------------------------------------------------- |
| Karl 13.s statsråd                                           | Carl Axel Wachtmeister (1809-1810) Fredrik Gyllenborg (1810-1829) | 1809                                                         | 1818                                                         | Karl 13. af Sverige var statschef og regeringsleder           |
| Karl 14. Johans statsråd (1818–1840)                         | Fredrik Gyllenborg (1810-1829) Mathias Rosenblad (1829-1840) | 1818                                                         | 1840                                                         | Karl 14. Johan af Sverige var statschef og regeringsleder     |
| Karl 14. Johans statsråd (1840–1844)                         | Arvid Mauritz Posse (1840) Carl Petter Törnebladh (1841-1843) Lars Herman Gyllenhaal (1843-1844)                                                                                        | 1840                                                         | 1844                                                         | Karl 14. Johan af Sverige var statschef og regeringsleder     |
| Oscar 1.s statsråd                                           | Lars Herman Gyllenhaal (1843-1844) Johan Nordenfalk (1844-1846) Arvid Mauritz Posse (1846-1848) Gustaf Sparre (1848-1856) Claës Günther (1856-1858) Louis De Geer den ældre (1858-1870) | 1844                                                         | 1859                                                         | Oscar 1. af Sverige var statschef og regeringsleder           |
| Karl 15.s statsråd                                           | Louis De Geer den ældre (1858-1870) Axel Gustaf Adlercreutz (1870-1874) | 1859                                                         | 1872                                                         | Karl 15. af Sverige var statschef og regeringsleder           |
| Oscar 2.s statsråd (1872–1876)                               | Axel Gustaf Adlercreutz (1870-1874) Eduard Carleson (1874-1875) Louis De Geer den ældre (1875-1876)                                                                                     | 1872                                                         | 1876                                                         | Oscar 2. af Sverige var statschef og regeringsleder           |
| Sveriges regeringer efter 1876                               | |                                                              |                                                              |                                                               |
| Regeringsnavn                                                | Statsminister | Tiltrådt                                                     | Fratrådt                                                     | Partier                                                       |
| Regeringen De Geer den ældre                                 | Louis De Geer den ældre | 20. marts 1876                                               | 19. april 1880                                               | Embedsmandsregering                                           |
| Regeringen Posse                                             | Arvid Posse | 19. april 1880                                               | 13. juni 1883                                                | Embedsmandsregering                                           |
| Regeringen Thyselius                                         | Carl Johan Thyselius | 13. juni 1883                                                | 16. maj 1884                                                 | Embedsmandsregering                                           |
| Regeringen Themptander                                       | Robert Themptander | 16. maj 1884                                                 | 6. februar 1888                                              | Embedsmandsregering                                           |
| Regeringen Gillis Bildt                                      | Gillis Bildt | 6. februar 1888                                              | 12. oktober 1889                                             | Embedsmandsregering                                           |
| Regeringen Åkerhielm                                         | Gustaf Åkerhielm | 12. oktober 1889                                             | 10. juli 1891                                                | Embedsmandsregering                                           |
| Regeringen Boström I                                         | Erik Gustaf Boström | 10. juli 1891                                                | 12. september 1900                                           | Embedsmandsregering                                           |
| Regeringen von Otter                                         | Fredrik von Otter | 12. september 1900                                           | 5. juli 1902                                                 | Embedsmandsregering                                           |
| Regeringen Boström II                                        | Erik Gustaf Boström | 5. juli 1902                                                 | 13. april 1905                                               | Embedsmandsregering                                           |
| Regeringen Ramstedt                                          | Johan Ramstedt | 13. april 1905                                               | 2. august 1905                                               | Embedsmandsregering                                           |
| Regeringen Lundeberg                                         | Christian Lundeberg | 2. august 1905                                               | 7. november 1905                                             | Allmänna valmansförbundet, Liberala samlingspartiet           |
| Regeringen Staaff I                                          | Karl Staaff | 7. november 1905                                             | 29. maj 1906                                                 | Liberala samlingspartiet                                      |
| Regeringen Lindman I                                         | Arvid Lindman | 29. maj 1906                                                 | 7. oktober 1911                                              | Allmänna valmansförbundet                                     |
| Regeringen Staaff II                                         | Karl Staaff | 7. oktober 1911                                              | 17. februar 1914                                             | Liberala samlingspartiet                                      |
| Regeringen Hammarskjöld                                      | Hjalmar Hammarskjöld | 17. februar 1914                                             | 30. marts 1917                                               | Embedsmandsregering                                           |
| Regeringen Swartz                                            | Carl Swartz | 30. marts 1917                                               | 19. oktober 1917                                             | Allmänna valmansförbundet                                     |
| Regeringen Edén                                              | Nils Edén | 19. oktober 1917                                             | 10. marts 1920                                               | Liberala samlingspartiet, Socialdemokraterne                  |
| Regeringen Branting I                                        | Hjalmar Branting | 10. marts 1920                                               | 27. oktober 1920                                             | Socialdemokraterne                                            |
| Regeringen De Geer den yngre                                 | Louis De Geer den yngre | 27. oktober 1920                                             | 23. februar 1921                                             | Embedsmandsregering                                           |
| Regeringen von Sydow                                         | Oscar von Sydow | 23. februar 1921                                             | 13. oktober 1921                                             | Embedsmandsregering                                           |
| Regeringen Branting II                                       | Hjalmar Branting | 13. oktober 1921                                             | 19. april 1923                                               | Socialdemokraterne                                            |
| Regeringen Trygger                                           | Ernst Trygger | 19. april 1923                                               | 18. oktober 1924                                             | Allmänna valmansförbundet                                     |
| Regeringen Branting III                                      | Hjalmar Branting | 18. oktober 1924                                             | 24. januar 1925                                              | Socialdemokraterne                                            |
| Regeringen Sandler                                           | Rickard Sandler | 24. januar 1925                                              | 7. juni 1926                                                 | Socialdemokraterne                                            |
| Regeringen Ekman I                                           | Carl Gustaf Ekman | 7. juni 1926                                                 | 2. oktober 1928                                              | Frisinnade folkpartiet, Sveriges liberala parti               |
| Regeringen Lindman II                                        | Arvid Lindman | 2. oktober 1928                                              | 7. juni 1930                                                 | Allmänna valmansförbundet                                     |
| Regeringen Ekman II                                          | Carl Gustaf Ekman | 7. juni 1930                                                 | 6. august 1932                                               | Frisinnade folkpartiet                                        |
| Regeringen Hamrin                                            | Felix Hamrin | 6. august 1932                                               | 24. september 1932                                           | Frisinnade folkpartiet                                        |
| Regeringen Hansson I                                         | Per Albin Hansson | 24. september 1932                                           | 19. juni 1936                                                | Socialdemokraterne                                            |
| Regeringen Pehrsson-Bramstorp                                | Axel Pehrsson-Bramstorp | 19. juni 1936                                                | 28. september 1936                                           | Bondeförbundet                                                |
| Regeringen Hansson II                                        | Per Albin Hansson | 28. september 1936                                           | 13. december 1939                                            | Socialdemokraterne, Bondeförbundet                            |
| Regeringen Hansson III                                       | Per Albin Hansson | 13. december 1939                                            | 31. juli 1945                                                | Socialdemokraterne, Bondeförbundet, Högerpartiet, Folkpartiet |
| Regeringen Hansson IV                                        | Per Albin Hansson | 31. juli 1945                                                | 11. oktober 1946                                             | Socialdemokraterne                                            |
| Regeringen Erlander I                                        | Tage Erlander | 11. oktober 1946                                             | 1. oktober 1951                                              | Socialdemokraterne                                            |
| Regeringen Erlander II                                       | Tage Erlander | 1. oktober 1951                                              | 31. oktober 1957                                             | Socialdemokraterne, Bondeförbundet                            |
| Regeringen Erlander III                                      | Tage Erlander | 31. oktober 1957                                             | 14. oktober 1969                                             | Socialdemokraterne                                            |
| Regeringen Palme I                                           | Olof Palme | 14. oktober 1969                                             | 8. oktober 1976                                              | Socialdemokraterne                                            |
| Regeringen Fälldin I                                         | Thorbjörn Fälldin | 8. oktober 1976                                              | 18. oktober 1978                                             | Centerpartiet, Moderaterna, Folkpartiet                       |
| Regeringen Ullsten                                           | Ola Ullsten | 18. oktober 1978                                             | 12. oktober 1979                                             | Folkpartiet                                                   |
| Regeringen Fälldin II                                        | Thorbjörn Fälldin | 12. oktober 1979                                             | 22. maj 1981                                                 | Centerpartiet, Moderaterna, Folkpartiet                       |
| Regeringen Fälldin III                                       | Thorbjörn Fälldin | 22. maj 1981                                                 | 8. oktober 1982                                              | Centerpartiet, Folkpartiet                                    |
| Regeringen Palme II                                          | Olof Palme | 8. oktober 1982                                              | 13. marts 1986                                               | Socialdemokraterne                                            |
| Regeringen Carlsson I                                        | Ingvar Carlsson | 13. marts 1986                                               | 27. februar 1990                                             | Socialdemokraterne                                            |
| Regeringen Carlsson II                                       | Ingvar Carlsson | 27. februar 1990                                             | 4. oktober 1991                                              | Socialdemokraterne                                            |
| Regeringen Carl Bildt                                        | Carl Bildt | 4. oktober 1991                                              | 7. oktober 1994                                              | Moderaterna, Folkpartiet, Centerpartiet, Kristdemokraterna    |
| Regeringen Carlsson III                                      | Ingvar Carlsson | 7. oktober 1994                                              | 22. marts 1996                                               | Socialdemokraterne                                            |
| Regeringen Persson                                           | Göran Persson | 22. marts 1996                                               | 6. oktober 2006                                              | Socialdemokraterne                                            |
| Regeringen Reinfeldt                                         | Fredrik Reinfeldt | 6. oktober 2006                                              | 3. oktober 2014                                              | Moderaterna, Centerpartiet, Folkpartiet, Kristdemokraterna    |
| Regeringen Löfven I                                          | Stefan Löfven | 3. oktober 2014                                              | 21. januar 2019                                              | Socialdemokraterne, Miljöpartiet de Gröna                     |
| Regeringen Löfven II                                         | Stefan Löfven | 21. januar 2019                                              | 9. juli 2021                                                 | Socialdemokraterne, Miljöpartiet de Gröna                     |
| Regeringen Löfven III                                        | Stefan Löfven | 9. juli 2021                                                 | 30. november 2021                                            | Socialdemokraterne, Miljöpartiet de Gröna                     |
| Regeringen Andersson                                         | Magdalena Andersson | 30. november 2021                                            | 18. oktober 2022                                             | Socialdemokraterne                                            |
| Regeringen Kristersson                                       | Ulf Kristersson | 30. november 2021                                            | Siddende                                                     | Moderata samlingspartiet, Kristdemokraterna, Liberalerna      |